# Rudno nad Hronom
Rudno nad Hronom (bis 1927 slowakisch „Hronské Rudno“; deutsch Rudain, ungarisch Garamrudnó – bis 1907 Rudnó) ist eine Gemeinde in der Mittelslowakei mit 511 Einwohnern (Stand 31. Dezember 2024), die zum Okres Žarnovica, einem Kreis des Banskobystrický kraj gehört.

## Geographie

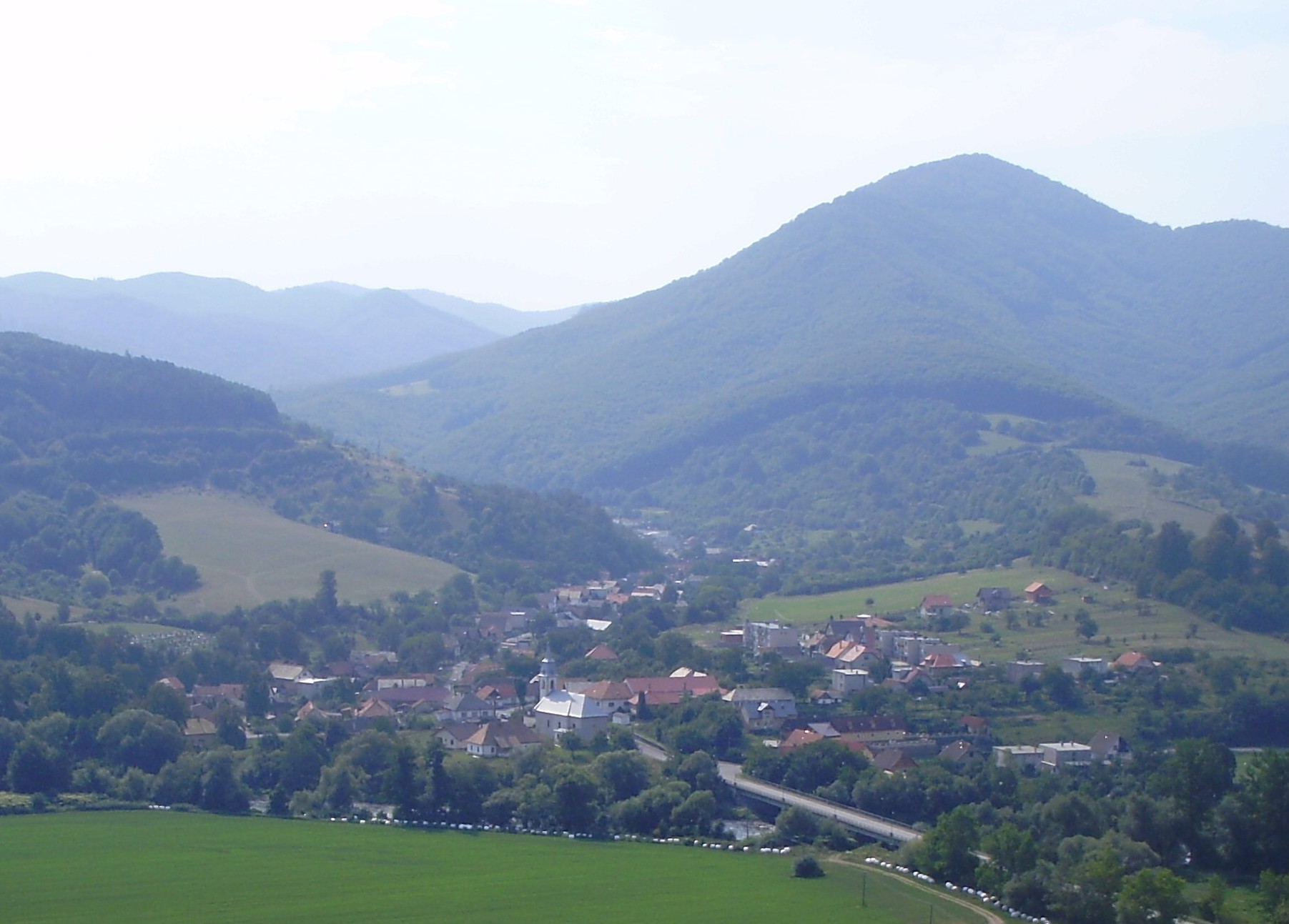
Blick auf den Ort

Die Gemeinde liegt im Tal des Hron (deutsch Gran) beim Zusammenfluss mit dem Bach Rudniansky potok, zwischen den Gebirgen Štiavnické vrchy im Osten und Pohronský Inovec im Westen platziert. Das Ortszentrum ist etwa sechs Kilometer östlich von Nová Baňa gelegen.

## Geschichte
Der Ort wurde zum ersten Mal 1283 als Ruda schriftlich erwähnt; andere Quellen sprechen von bereits 1147. Dem Namen treu war die Geschichte des Ortes durch Bergbau geprägt: bis hin zum 19. Jahrhundert wurde im nahen Bergwerk Erz gewonnen. Im Zeitraum 1871–1922 war anstelle des Bergwerks eine Glaserei tätig.

## Bevölkerung
| Jahr                | 1994 | 2004  | 2014    | 2024    |
| ------------------- | ---- | ----- | ------- | ------- |
| Anzahl der Personen | 580  | 522   | 524     | 511     |
| Unterschied         |      | −10 % | +0,38 % | −2,48 % |

| Jahr                | 2023 | 2024    |
| ------------------- | ---- | ------- |
| Anzahl der Personen | 522  | 511     |
| Unterschied         |      | −2,10 % |

Ergebnisse nach der Volkszählung 2001 (535 Einwohner):
| Nach Ethnie: - 98,50 % Slowaken - 1,31 % Tschechen | Nach Religion: - 87,10 % römisch-katholisch - 7,66 % konfessionslos - 4,67 % keine Angabe |